# Erianthus sukhothaiensis
Erianthus sukhothaiensis är en insektsart som beskrevs av Marius Descamps 1981. Erianthus sukhothaiensis ingår i släktet Erianthus och familjen Chorotypidae. Inga underarter finns listade i Catalogue of Life.